# Lagorchestes leporides
El ualabí oriental (Lagorchestes leporides) es una especie extinta de marsupial diprotodonto que vivía en las planicies interiores del sudeste de Australia.

## Comportamiento
Su comportamiento era similar al de las liebres. Durante el día, se sentaba en un "asiento" bien formado sobre el suelo, usualmente refugiado entre pastos tussok. Si alguien se le acercaba demasiado, podía saltar y empezar a correr a grandes velocidades. En una ocasión, un ualabí que estaba siendo perseguido por perros dio media vuelta a los quinientos metros, se acercó a seis metros del ornitólogo John Gould -quien fue el primero en describirlo- y saltó por sobre su cabeza; esta especie podía saltar a metro ochenta del suelo.

## Alimentación
Al igual que los demás ualabíes, el ualabí oriental se alimentaba de pasto, hierbas y plantas como helechos.

## Extinción
Antes de su extinción, el ualabí oriental era una especie común. Las causas de su extinción pueden haber sido la competencia con ganado y ovejas, por el pisoteo de éstos de las hierbas y pastizales donde vivía el ualabí; también pudo haberlo afectado el cambio en la distribución y número de gatos. Según la Unión Internacional para la Conservación de la Naturaleza, otra posible causa es el desplazamiento de los aborígenes australianos en el área por parte de los colonos europeos.
El último registro existente es el de una hembra en agosto de 1889.